# 밥 호프
밥 호프(Bob Hope, 1903년 5월 29일~2003년 7월 27일)는 잉글랜드 태생의 미국의 희극 배우이다. 라디오, 텔레비전, 영화 등의 미디어와 브로드웨이의 보드빌에 출연하였다. 1940년대 빙 크로스비와 영화 ‘로드 투…(Road To…)’ 시리즈로 인기를 모은 뒤 최고의 톱스타로 떠오른 그는 기네스북에 ‘역사상 가장 존경받는 엔터테이너’로 기록될 만큼 전설적인 스타다.
한국전쟁 종전 후인 1954년 마릴린 먼로와 함께 전장에 나선 미군들을 위문한 그는 2차 대전과 베트남전 때도 전장의 장병을 위문하는 공연의 발길을 멈추지 않았다. 1964년 역시 위문공연차 내한했고, 이어 1970년과 1972년에도 한국을 찾았다. 정부는 밥 호프의 업적을 치하하며 3등 보국훈장 천수장을 수여했다.

## 주요 출연작
- 《빅 브로드캐스트 오브 1938 The Big Broadcast of 1938》(1938년)
- 《고스트 브레이커스 The Ghost Breakers》(1940년)
- 《길 Road》시리즈(1942~1962년)
- 《창백한 얼굴 The Paleface》(1948년)

## 서훈
- 1998년 명예 대영 제국 훈장 2등급(honorary KBE, 외국인대상 정원외 명예훈장)